# 日高東別駅
日高東別駅（ひだかとうべつえき）は、北海道（日高振興局）日高郡新ひだか町静内東別にあった、北海道旅客鉄道（JR北海道）日高本線の駅（廃駅）である。電報略号はヒト。事務管理コードは▲132217。

## 歴史

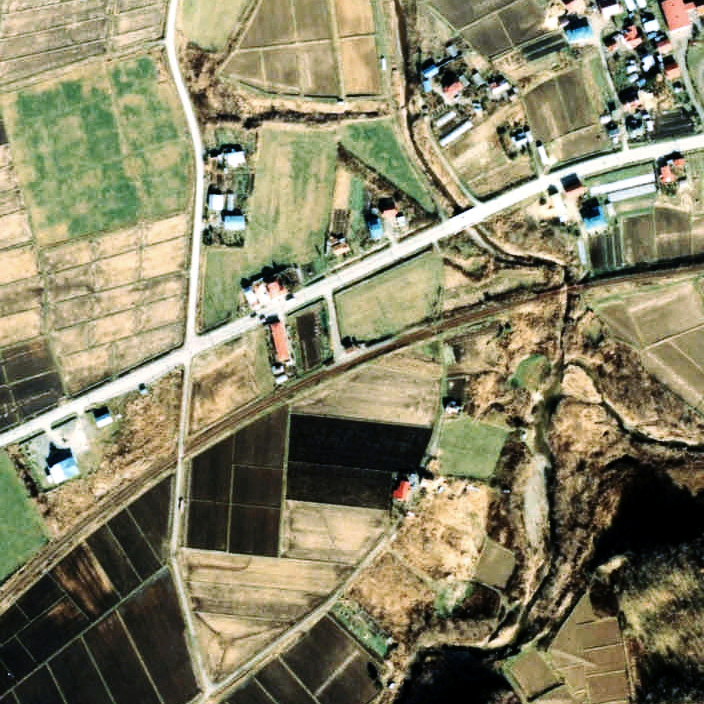
1978年の日高東別駅と周囲約500m範囲。右が様似方面。

- 1958年（昭和33年）7月15日：国有鉄道日高本線の日高東別駅として開業[1]。旅客のみ取扱い[1]の駅員無配置駅[3]。
- 1987年（昭和62年）4月1日：国鉄分割民営化に伴い、北海道旅客鉄道（JR北海道）の駅となる[1]。
- 2015年（平成27年）
  - 1月8日：厚賀駅 - 大狩部駅間の高波被害により列車の運行を休止[JR北 2]。
  - 1月27日：静内駅 - 様似駅間で列車の運行を再開[JR北 3]。
  - 2月28日：厚賀駅 - 大狩部駅間の土砂流出により再び列車の運行を休止[JR北 4]。
  - 4月29日：代行バスの乗降場所を北海道道796号西端春立線上に移設[JR北 5]。
- 2018年（平成30年）4月1日：代行バスにおいて、通年運行される上り1本、下り1本が当駅を通過するようになる[JR北 6]。
- 2021年（令和3年）4月1日：鵡川駅 - 様似駅間の廃止に伴い、廃駅となる[JR北 1][運輸局 1]。

### 駅名の由来
当駅の所在する地名より。道内に「とうべつ」と同音の駅が多いため、旧国名の「日高」を冠する。
地名は、明治の旧図に描かれる「トイペッ」という名の支流に由来すると考えられ、アイヌ語の「トイペッ（toy-pet）」（土〔食用土〕・川）が原義とされている。
これに当初は「遠別」と字があてられたが、昭和期以降に現在の「東別」に変化した。
なお、由来となったアイヌ語については、国鉄北海道総局が発行した『北海道駅名の起源』をはじめ、「トペッ（to-pet）」（沼・川）とするものもあるが、これについてアイヌ語研究者の山田秀三は、「（注：現地に）沼らしい処がなく、現地の古い人たちはトイベツという」と記し、前述の食用土説を支持している。

## 駅構造
単式ホーム1面1線を有した地上駅だった。ホームは線路の北側（様似方面に向かって左手側）に存在した。転轍機を持たない棒線駅となっていた。
静内駅が管理していた開業時からの無人駅で駅舎は無いが、ホーム中央部分附近にコンクリートブロック造りでアーチ状の出入口が2つある待合所を有した。駅銘板は設置されておらず道路側からは駅と判別しづらい状況であった。ホーム側から見て待合所の右隣に別棟でトイレ棟を有していた。ホームは砂利敷きとなっていた。

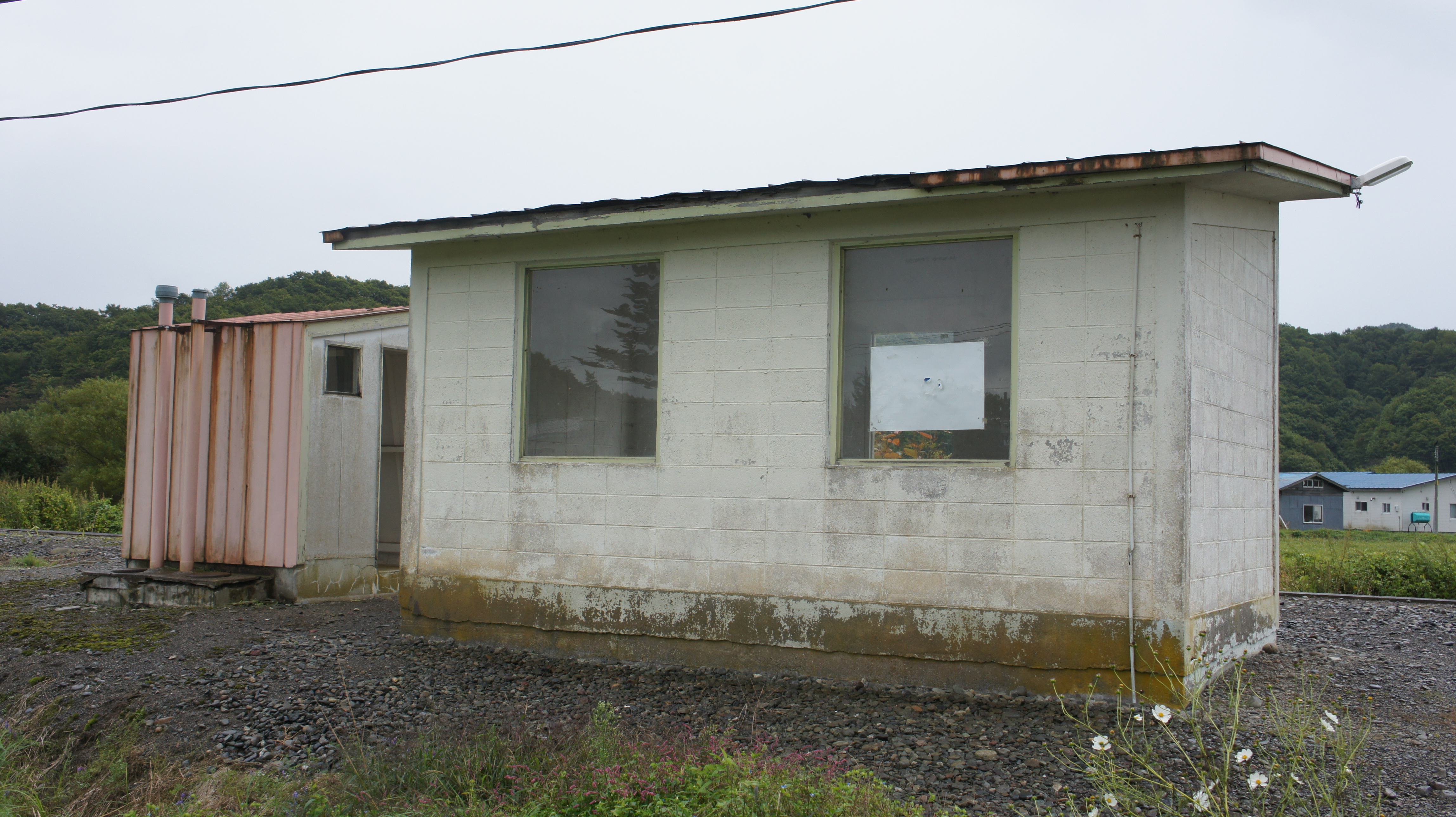
待合室外観（2017年9月）
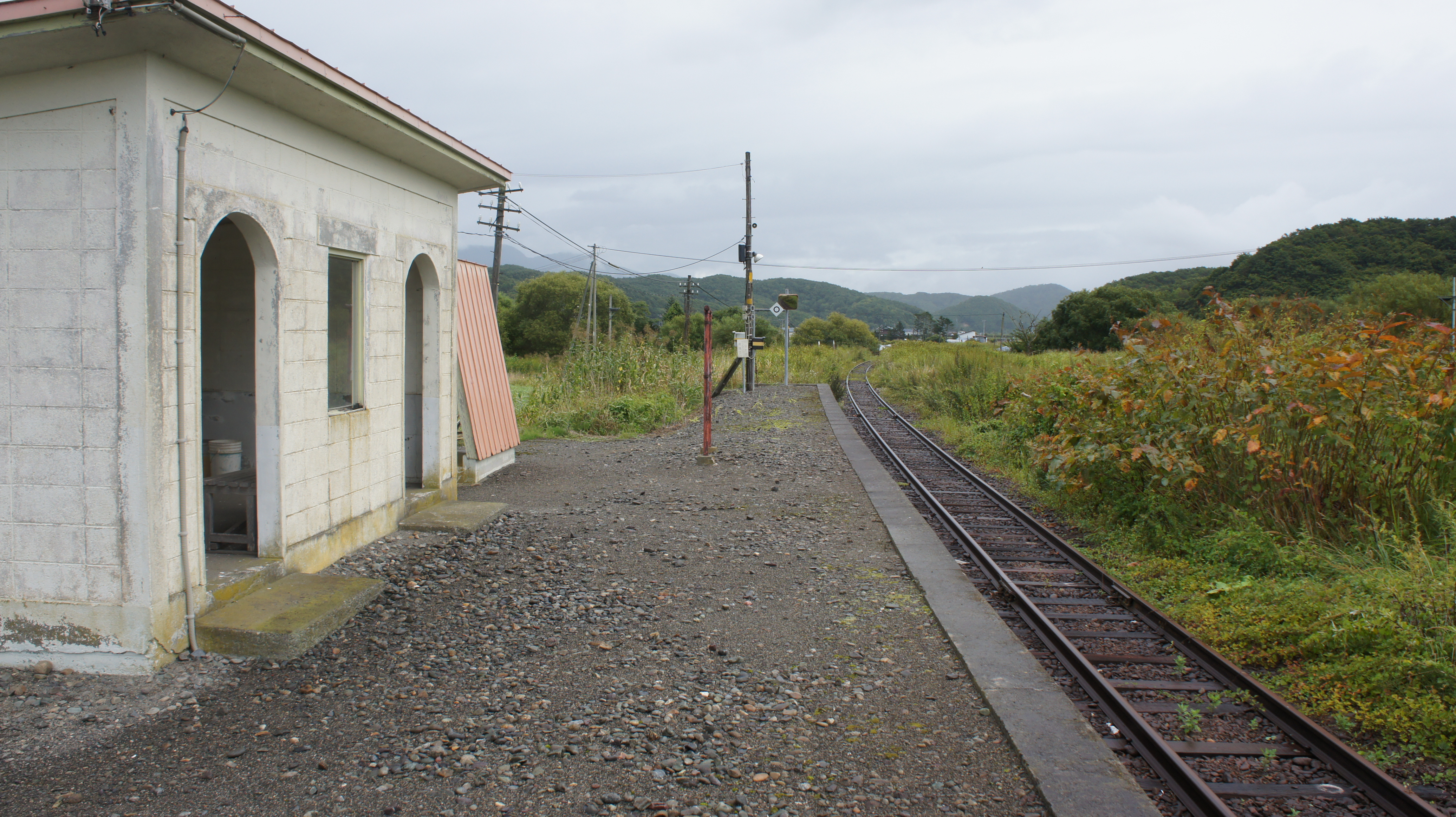
ホーム（2017年9月）
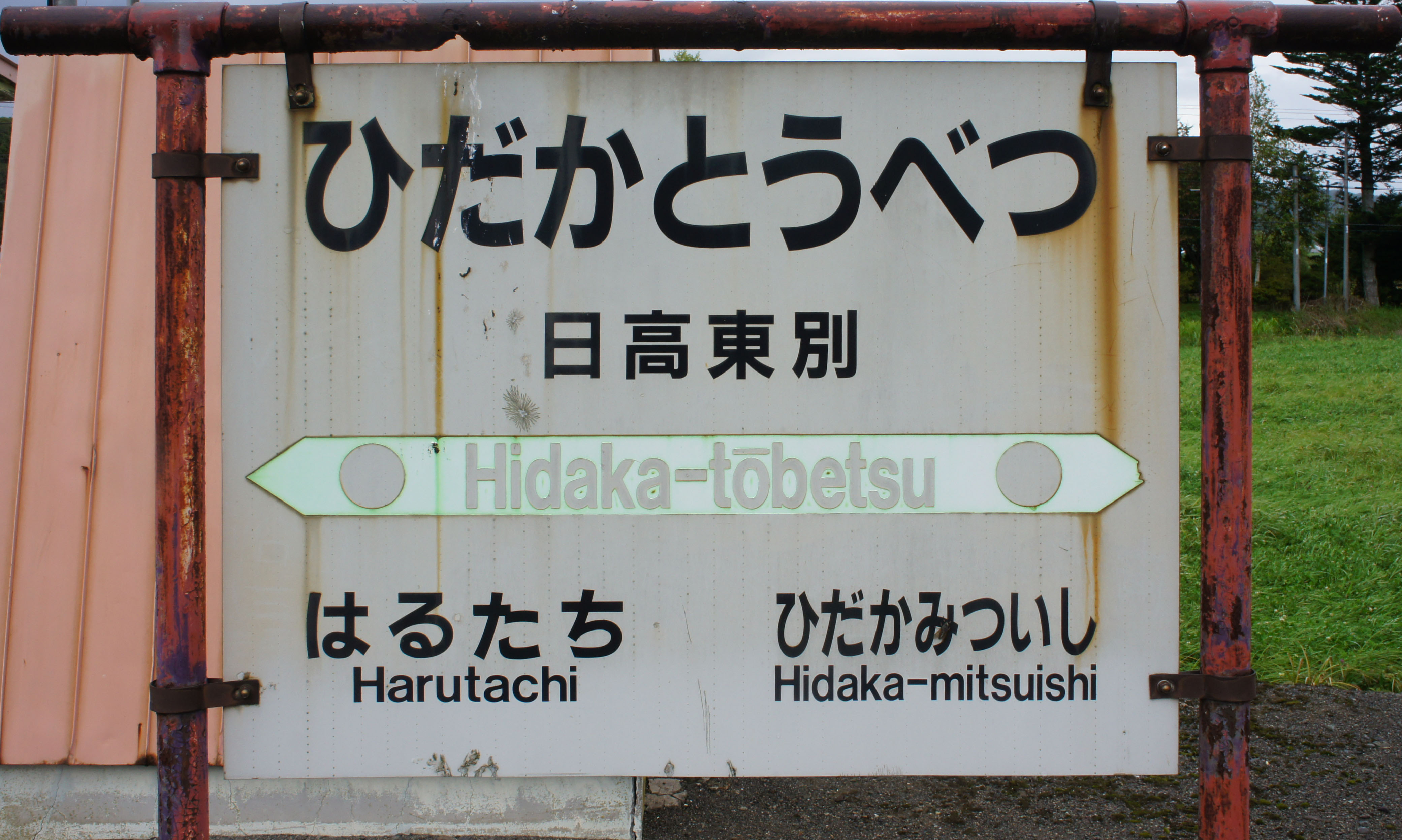
駅名標（2017年9月）

## 利用状況
乗車人員の推移は以下のとおり。年間の値のみ判明している年については、当該年度の日数で除した値を括弧書きで1日平均欄に示す。乗降人員のみが判明している場合は、1/2した値を括弧書きで記した。また、「JR調査」については、当該の年度を最終年とする過去の各調査日における平均である。当駅についてはバス代行期間が存在するため、一部でバスと列車が別集計となっているほか、各年で集計期間が異なる。備考も参照。
| 年度               | 乗車人員 | 乗車人員 | 乗車人員 | 乗車人員 | 出典        | 備考                                                        |
| 年度               | 年間     | 1日平均  | JR調査   | JR調査   | 出典        | 備考                                                        |
| 年度               | 年間     | 1日平均  | 列車     | 代行バス | 出典        | 備考                                                        |
| ------------------ | -------- | -------- | -------- | -------- | ----------- | ----------------------------------------------------------- |
| 1981年（昭和56年） |          | (15.5)   |          |          | [ 11 ]      | 1日乗降人員：49                                             |
| 1992年（平成04年） |          | (20.0)   |          |          | [ 8 ]       | 1日乗降人員：46                                             |
| 2014年（平成26年） |          |          | 3        |          | [ JR北 7 ]  | 当年の列車は単年の値。                                      |
| 2017年（平成29年） |          |          |          | 2        | [ JR北 8 ]  | 2015年度末から鵡川 - 様似間バス代行。当年のバスは単年の値。 |
| 2018年（平成30年） |          |          |          | 3.0      | [ JR北 9 ]  | 代行バスの値は過去2年平均                                   |
| 2019年（令和元年） |          |          |          | 2.3      | [ JR北 10 ] | 代行バスの値は過去3年平均                                   |
| 2020年（令和02年） |          |          |          | 2.0      | [ JR北 11 ] | 代行バスの値は過去4年平均                                   |

## 駅周辺
駅周辺は見渡す限りの牧草地帯で牧場も多い。また農家が点在している。東別イチゴは有名。
- 北海道道796号西端春立線
- 日高国際カントリークラブ
- 天狗山
- 布辻（ぶし）川[11]

## 隣の駅
北海道旅客鉄道（JR北海道）
日高本線 
春立駅 - 日高東別駅 - 日高三石駅

#### JR北海道
1. 1 2  『日高線（鵡川・様似間）の廃止日繰上げの届出について』（PDF）（プレスリリース）北海道旅客鉄道、2021年1月5日。オリジナルの2021年1月5日時点におけるアーカイブ。2021年1月5日閲覧。
2. ↑  『日高線 厚賀〜大狩部間 67k506m 付近における盛土流出について』（PDF）（プレスリリース）北海道旅客鉄道、2015年1月13日。オリジナルの2015年1月15日時点におけるアーカイブ。2020年10月30日閲覧。
3. ↑  『日高線 静内〜様似間折り返し運転の実施について』（PDF）（プレスリリース）北海道旅客鉄道、2015年1月20日。オリジナルの2015年3月30日時点におけるアーカイブ。2020年10月30日閲覧。
4. ↑  『日高線 静内〜様似間におけるバス代行の実施について』（PDF）（プレスリリース）北海道旅客鉄道、2015年2月27日。オリジナルの2015年3月30日時点におけるアーカイブ。2020年10月30日閲覧。
5. ↑  『日高線運休に伴う列車代行バスの乗降場所変更について』（PDF）（プレスリリース）北海道旅客鉄道、2015年4月17日。オリジナルの2019年7月20日時点におけるアーカイブ。2019年7月20日閲覧。
6. ↑  『日高線 鵡川駅～様似駅間 バス代行輸送 運行時刻等の変更について』（PDF）（プレスリリース）北海道旅客鉄道、2018年3月13日。オリジナルの2019年1月31日時点におけるアーカイブ。2019年1月31日閲覧。
7. ↑  “日高線（鵡川・様似間）” (PDF). 線区データ（当社単独では維持することが困難な線区）(地域交通を持続的に維持するために).   北海道旅客鉄道. p. 3 (2018年8月1日). 2018年8月17日時点のオリジナルよりアーカイブ。2018年8月17日閲覧。
8. ↑  「日高線（苫小牧・鵡川間）」（PDF）『線区データ（当社単独では維持することが困難な線区）(地域交通を持続的に維持するために)』、北海道旅客鉄道、3頁、2018年7月2日。オリジナルの2018年8月17日時点におけるアーカイブ。2018年8月17日閲覧。
9. ↑  “日高線（鵡川・様似間）” (PDF). 線区データ（当社単独では維持することが困難な線区）(地域交通を持続的に維持するために).   北海道旅客鉄道. p. 3 (2019年10月18日). 2019年10月18日時点のオリジナルよりアーカイブ。2019年10月18日閲覧。
10. ↑  “日高線（鵡川・様似間）” (PDF). 地域交通を持続的に維持するために > 輸送密度200人未満の線区（「赤色」「茶色」5線区）.   北海道旅客鉄道. p. 3 (2020年10月30日). 2020年11月2日時点のオリジナルよりアーカイブ。2020年11月4日閲覧。
11. ↑  “駅別乗車人員  特定日調査（平日）に基づく”.   北海道旅客鉄道. 2022年8月3日時点のオリジナルよりアーカイブ。2022年8月14日閲覧。

#### 北海道運輸局
1. 1 2  『鉄道事業の一部廃止の日を繰上げる届出について』（PDF）（プレスリリース）国土交通省北海道運輸局、2021年1月5日。オリジナルの2021年1月5日時点におけるアーカイブ。2021年1月5日閲覧。